# مارشال مدرز ال‌پی ۲
مارشال مدرز ال‌پی ۲ عنوان هشتمین آلبوم استودیویی امینم، خواننده رپ آمریکایی است که در ۵ نوامبر ۲۰۱۳ مورخ ۱۴ آبان ۱۳۹۲ خورشیدی منتشر شد. ناشران این آلبوم افترمث و اینتراسکوپ رکوردز خواهند بود. تاکنون از این آلبوم ۴ تک‌آهنگ با نام‌های بقا، آشفطه، خدای رپ و هیولا پخش شده‌است.
اولین خبر از این آلبوم هنگام برگزاری مراسم جایزه ام‌تی‌وی ۲۰۱۳ در زمانی پخش شد که نماهنگی کوتاه از آهنگ آشفطه به نمایش داده شد. سر انجام در ۲۵ آگوست، این آهنگ (آشفطه) منتشر شد و دو روز بعد توانست در رتبه سوم ۱۰۰ آهنگ داغ بیلبورد آمریکا، قرار بگیرد. بعد از آن بقا در ۸ اکتبر و خدای رپ در ۱۵ اکتبر ۲۰۱۳ پخش شد. این دو آهنگ به ترتیب در جایگاه هفدهم و سوم ۱۰۰ آهنگ داغ، قرار گرفتند. در آخر نیز آهنگ هیولا به همراهی ریانا چهارمین یا آخرین تک‌آهنگ از آلبوم، در تاریخ ۲۹ اکتبر ۲۰۱۳ در آی تیونز قرار گرفت.

## تک‌آهنگ‌ها
در ۲۵ اوت ۲۰۱۳، اولین تک‌آهنگ، «آشفطه» را پخش کرد و در دو روز بعد، این آهنگ در ایالت متحده منتشر شد. آهنگ «آشفطه» قبل از پخش نخست بر روی رادیو شید ۴۵ روی آنتن رفت. این آهنگ رتبه دوم در ۱۰۰ آهنگ داغ کانادا و رتبه سوم در جدول ۱۰۰ آهنگ داغ بیلبورد آمریکا را بدست آورد. در ۹ سپتامبر، نماهنگ آشفطه در ویوو پخش شد. کندریک لامار، کید راک، اسلاترهاوس، مستر. پارتر، یلاولف، ریک روبین و پاول روسنبرگ، در این نماهنگ حضور دارند. این تک‌آهنگ در هفته اول فروش خود، ۰۰۰ ۳۶۲ بار دانلود شد و تا اکتبر ۲۰۱۳، این رقم به ۰۰۰ ۱۰۰ نیز رسید.
در ۱۴ اوت ۲۰۱۳، آهنگی با نام «بقا» به همراهی لیز رودریگز و با آهنگسازی دی جی خلیل برای بازی یا تحت عنوان ندای وظیفه: اشباح منتشر شد. بعد از مدتی این آهنگ به عنوان اولین تک‌آهنگ از هشتمین آلبوم استدیویی امینم شناخته شد. در ۸ اکتبر ۲۰۱۳، «بقا» به عنوان دومین تک‌آهنگ، در آی تیونز به همراه نماهنگ ، منتشر شد.
در ۱۴ اکتبر، آهنگ صوتی «خدای رپ» از شبکهٔ یوتیوب پخش شد. همزمان با آن، این آهنگ به عنوان سومین تک‌آهنگ در آی تیونز پخش شد. در ۲۷ نوامبر ۲۰۱۳، نماهنگی برا آن پخش شد.
در ۲۴ اکتبر، آهنگی با نام «هیولا»، که چهارمین تک‌آهنگ از آلبوم به‌شمار می‌رفت، به همراهی ریاناپخش شد. آهنگساز این کار، فرکواِنسی بود. همچنین این آهنگ در رادیو اوربان، در ایالات متحده پخش شد. در ۱۶ دسامبر ۲۰۱۳، نماهنگ «هیولا» به همراهی ریانا ، منتشر شد.
| بررسی انتقادی        | بررسی انتقادی |
| منبع                 | رتبه‌بندی      |
| -------------------- | ------------- |
| «آرتیست دیرکت»       | [ ۲۱ ]        |
| «بوستون گِلاب»        | (Positive)    |
| «دست‌آوردی از آهنگها» | [ ۲۳ ]        |
| «نیویورک دِیلی نیوز»  | [ ۲۴ ]        |
| «لس آنجلس تایمز»     | [ ۲۵ ]        |
| «رولینگ استون»       | [ ۲۶ ]        |
| «مجله اِسلَنت»         | [ ۲۷ ]        |
| «اسپین»              | 8/10          |
| «یو اس ای تودی»      | [ ۲۹ ]        |
| «وایس»               | (positive)    |

## جوایز
| سال  | مجله           | رتبه | کشور                | فهرست                                 |
| ---- | -------------- | ---- | ------------------- | ------------------------------------- |
| ۲۰۱۳ | او اچ موزیک    | ۶۴   | کانادا              | ۱۰۰ آلبوم برتر ۲۰۱۳                   |
| ۲۰۱۳ | ایکس‌ال‌ال       | ۲    | ایالات متحده آمریکا | ۲۵ آلبوم برتر ۲۰۱۳                    |
| ۲۰۱۳ | کُمپلکس         | ۶    | ایالات متحده آمریکا | ۵۰ آلبوم برتر ۲۰۱۳                    |
| ۲۰۱۳ | دیجیتال اسپای  | ۲۴   | ایالات متحده آمریکا | برترین آلبوم‌های دیجیتال اسپای در ۲۰۱۳ |
| ۲۰۱۳ | رولینگ استون   | ۲۴   | ایالات متحده آمریکا | ۵۰ آلبوم برتر ۲۰۱۳                    |
| ۲۰۱۳ | رولینگ استون   | ۴    | ایالات متحده آمریکا | ۲۵ آلبوم برتر هیپ هاپ ۲۰۱۳            |
| ۲۰۱۳ | اسپین          | ۲۸   | ایالات متحده آمریکا | ۵۰ آلبوم برتر اسپین در ۲۰۱۳           |
| ۲۰۱۳ | اسپین          | ۷    | ایالات متحده آمریکا | ۴۰ آلبوم هیپ هاپ برتر اسپسین در ۲۰۱۳  |
| ۲۰۱۳ | پاپ‌مترز        | ۴۸   | ایالات متحده آمریکا | ۷۵ آلبوم برتر ۲۰۱۳                    |
| ۲۰۱۴ | بارنز اند نوبل | ۷    | ایالات متحده آمریکا | لیست ۲۰۱۳ دیئن                        |

| سال  | مراسم                  | جوایز                         | نتیجه    |
| ---- | ---------------------- | ----------------------------- | -------- |
| ۲۰۱۴ | جایزه موسیقی بیلبورد   | بهترین ۲۰۰ آلبوم برتر بیلبورد | نامزدشده |
| ۲۰۱۴ | جایزه موسیقی بیلبورد   | بهترین آلبوم رپ               | برنده    |
| ۲۰۱۴ | جوایز هیپ هاپ بت (BET) | آلبوم سال                     | نامزدشده |
| ۲۰۱۵ | جوایز گرمی             | بهترین آلبوم رپ               | برنده    |
| ۲۰۱۵ | جایزه موسیقی بیلبورد   | بهترین آلبوم رپ               | نامزدشده |

## فهرست آهنگ‌ها
آلبوم مارشال مترز ال پی ۲ اثر امینم آهنگ‌های زیر را شامل است:
| شماره      | نام                                                   | نویسنده(ها) | تهیه‌کنندگان                                        | مدت   |
| ---------- | ----------------------------------------------------- | --- | -------------------------------------------------- | ----- |
| ۱.         | «مرد بد (Bad Guy)»                                    | قسمت ۱:مارشال مدرز، سیمبلیک وان، ام - فازیس، سارا جف، والتر مارفی قسمت ۲:مارشال مدرز، استریت رانر، وینی وندیتو، اِس. هکر، اِم. آیلو، لااُرا جیوردانو | قسمت ۱: سیمبلیک وان، ام - فازیس قسمت ۲:استریت رانر | ۷:۱۴  |
| ۲.         | «پارکینگ انبوه (Parking Lot)»                         | مارشال مدرز | امینم                                              | ۰:۵۵  |
| ۳.         | «قافیه یا منطق (Rhyme Or Reason)»                     | مارشال مدرز، رود آرجنت | ریک روبین، امینم                                   | ۵:۰۱  |
| ۴.         | «خیلی بهتر (So Much Better)»                          | مارشال، رٍستو | امینم، لوئیس رستو                                  | ۴:۲۱  |
| ۵.         | «بقا (Survival)»                                      | مارشال، لیز رودریگز، خلیل عبد الرحمان، اِریک آلکوک، پرانام اِنجتی، مایک استرنج                                                                      | دی جی خلیل                                         | ۴:۳۲  |
| ۶.         | «میراث (Legacy)»                                      | مارشال، پولینا گودیوا، دِیوید بروک، ای - مِیل | ای - مِیل                                           | ۴:۵۶  |
| ۷.         | «عوضی (Asshole)» (به همراهی اسکایلر گری)              | مارشال، رٍستو، الکس دا کید، اسکایلر گری | الکس دا کید، امینم                                 | ۴:۴۸  |
| ۸.         | «آشفطه (Berzerk)»                                     | مارشال، ریک روبین، بیلی اسکوایر، آدام هوروویتز، آدام یاچ، مایکل دایموند، جوزف مُدلیست، آرتور نِویل، سایرل نِویل، وینسنت براون، آنتونی کریس، کِر گیست  | ریک روبین                                          | ۳:۵۸  |
| ۹.         | «خدای رپ (Rap God)»                                   | مارشال، دی وی ال پی، متیو دلجیورنو، هکر، دوگ ای. فریش، ریچارد والترز، دانیا بیرکز، جوانا بورنز، جانیتا لی، فاطیما شاهید، کیم نَزِل                  | دی وی ال پی، فیلدی                                 | ۶:۰۳  |
| ۱۰.        | «بی مٌخ (Brainless)»                                   | مارشال، رٍستو | امینم، لوئیس رستو                                  | ۴:۴۶  |
| ۱۱.        | «قوی تر از آنچه بودم (Stronger Than I Was)»           | مارشال، رٍستو | امینم، لوئیس رستو                                  | ۵:۳۶  |
| ۱۲.        | «هیولا(The Monster)» (به همراهی ریانا)                | مارشال، برایان فریزل، آرون کلینستاب، ام. آداناسیو، ریانا، جان بیلیو، بِیب رِژا                                                                      | فرکواِنسی، آلیاس                                    | ۴:۱۰  |
| ۱۳.        | «خیلی دور.. (So Far..)»                               | مارشال، جوی واش، اسکولی دی | ریک روبین                                          | ۵:۱۷  |
| ۱۴.        | «بازی عشق (Love Game)» (به همراهی کندریک لامار)       | مارشال، کندریک لا مار، کلینت بالّار، جیمی گریِر، کوی پُی، پینکی توملین                                                                               | ریک روبین                                          | ۴:۵۶  |
| ۱۵.        | «چراغ‌های جلوی ماشین (Headlights)» (با همراهی نت ریوس) | مارشال، رٍستو، نت ریوس، هاینیِ، جف بَهاسکِر | جف بَهاسکِر، ای - مِیل، امینم                         | ۵:۴۳  |
| ۱۶.        | «دوقلوی خبیث (Evil Twin)»                             | مارشال، رٍستو، سید روآمس | امینم، سید روآمس                                   | ۵:۵۶  |
| مجموع مدت: | مجموع مدت:                                            | مجموع مدت: | مجموع مدت:                                         | ۷۸:۱۳ |

| آهنگ جایزه در ویرایش ندای وظیفه: اشباح | آهنگ جایزه در ویرایش ندای وظیفه: اشباح     | آهنگ جایزه در ویرایش ندای وظیفه: اشباح | آهنگ جایزه در ویرایش ندای وظیفه: اشباح | آهنگ جایزه در ویرایش ندای وظیفه: اشباح |
| شماره                                  | نام                                        | نویسنده(ها)                            | تهیه‌کنندگان                            | مدت                                    |
| -------------------------------------- | ------------------------------------------ | -------------------------------------- | -------------------------------------- | -------------------------------------- |
| ۱.                                     | «جلو نرو (Don't Front)» (به همراهی باکشات) | مارشال، کنیاتا بلیک                    | کاتالیست                               | ۴:۴۴                                   |
| مجموع مدت:                             | مجموع مدت:                                 | مجموع مدت:                             | مجموع مدت:                             | ۷۸:۱۳                                  |

| آهنگ جایزه در ویرایش لوکس آیتونز | آهنگ جایزه در ویرایش لوکس آیتونز                       | آهنگ جایزه در ویرایش لوکس آیتونز                            | آهنگ جایزه در ویرایش لوکس آیتونز | آهنگ جایزه در ویرایش لوکس آیتونز |
| شماره                            | نام                                                    | نویسنده(ها)                                                 | تهیه‌کنندگان                      | مدت                              |
| -------------------------------- | ------------------------------------------------------ | ----------------------------------------------------------- | -------------------------------- | -------------------------------- |
| ۱.                               | «بچه (Baby)»                                           | مارشال، رستو، استرنج                                        | امینم، لوئیس رستو، الکس دا کید   | ۴:۲۳                             |
| ۲.                               | «بیچارگی (Desperation)» (به همراهی جیمی اِن کومونز)     | مارشال، گرنت ، جیمی کومانز                                  | الکس دا کید                      | ۳:۵۶                             |
| ۳.                               | «گرند هاگ دِی (Groundhog Day)»                          | مارشال، کاردیاک، تی. فرینیک، اچ. استنویس، دی. گای، ال. میشل | کاردیاک، فرنک داکز، امینم        | ۴:۵۳                             |
| ۴.                               | «رنج زیبا (Beautiful Pain)» (به همراهی سیا فارلر)      | مارشال، هاینی، سیا فارلر، رستو                              | ای - میل، امینم                  | ۴:۲۵                             |
| ۵.                               | «سرسره بدجنس (Wicked Ways)» (به همراهی اِکس آمباسادورز) | مارشال، گرنت ، جاش ماسو                                     | الکس دا کید                      | ۶:۳۲                             |

## جدول‌های فروش
| جدول                                             | بهترین موقعیت |
| ------------------------------------------------ | ------------- |
| آلبوم‌های استرالیا (انجمن صنعت ضبط استرالیا)      | ۱             |
| آلبوم‌های اتریش (او۳ تاپ ۴۰ اتریش)                | ۱             |
| آلبوم‌های بلژیک (فلاندرز)                         | ۱             |
| آلبوم‌های بلژیک (والونیا)                         | ۵             |
| آلبوم‌های کانادا (بیلبورد)                        | ۱             |
| آلبوم‌های کرواسی                                  | ۱۵            |
| آلبوم‌های چک                                      | ۲۶            |
| آلبوم‌های دانمارک                                 | ۳             |
| آلبوم‌های هلند                                    | ۴             |
| آلبوم‌های فنلاند                                  | ۱۲            |
| آلبوم‌های فرانسه                                  | ۲             |
| آلبوم‌های آلمان (چارت کنترل رسانه)                | ۱             |
| آلبوم‌های یونان                                   | ۶             |
| آلبوم‌های مجارستان                                | ۲۱            |
| آلبوم‌های ایرلند (انجمن صنعت ضبط ایرلند)          | ۱             |
| آلبوم‌های ایتالیا (فدراسیون صنعت موسیقی ایتالیا)  | ۲             |
| آلبوم‌های مکزیک                                   | ۳۶            |
| آلبوم‌های نیوزیلند (انجمن صنعت ضبط نیوزیلند)      | ۱             |
| آلبوم‌های نروژ                                    | ۱             |
| آلبوم‌های لهستان                                  | ۲             |
| آلبوم‌های پرتغال (انجمن صنفی گرامافون پرتغال)     | ۱۰            |
| آلبوم‌های اسکاتلند                                | ۱             |
| آلبوم‌های اسپانیا                                 | ۹             |
| آلبوم‌های سوئد                                    | ۲             |
| آلبوم‌های سوئیس (چارت موسیقی سوئیس)               | ۱             |
| آلبوم‌های پادشاهی متحده                           | ۱             |
| آمریکا (بیلبورد ۲۰۰)                             | ۱             |
| بهترین آلبوم‌های آراندبی/هیپ هاپ آمریکا (بیلبورد) | ۱             |

| جدول (۲۰۱۳)                                      | موقعیت |
| ------------------------------------------------ | ------ |
| آلبوم‌های استرالیا (انجمن صنعت ضبط استرالیا)      | ۸      |
| آلبوم‌های بلژیک (فلاندرز)                         | ۵۹     |
| آلبوم‌های بلژیک (والونیا)                         | ۱۱۹    |
| آلبوم‌های کانادا (بیلبورد)                        | ۱۰     |
| آلبوم‌های هلند                                    | ۶۳     |
| آلبوم‌های سوئیس (چارت موسیقی سوئیس)               | ۱۲     |
| آلبوم‌های پادشاهی متحده                           | ۱۳     |
| آمریکا (بیلبورد ۲۰۰)                             | ۱۶     |
| بهترین آلبوم‌های آراندبی/هیپ هاپ آمریکا (بیلبورد) | ۶      |
| بهترین آلبوم‌های رپ آمریکا (بیلبورد)              | ۳      |
| جدول (۲۰۱۴)                                      | موقعیت |
| آلبوم‌های استرالیا                                | ۳۳     |
| آلبوم‌های نیوزیلند (انجمن صنعت ضبط نیوزیلند)      | ۲۳     |
| آمریکا (بیلبورد ۲۰۰)                             | ۵      |
| بهترین آلبوم‌های رپ آمریکا (بیلبورد)              | ۱      |

## زمان پخش
| کشور                | زمان          | فرمت                  | ناشران                                 |
| ------------------- | ------------- | --------------------- | -------------------------------------- |
| آلمان               | ۵ نوامبر ۲۰۱۳ | سی دی، دانلود دیجیتال | افترمث، اینتراسکوپ رکوردز، شیدی رکوردز |
| روسیه               | ۵ نوامبر ۲۰۱۳ | سی دی، دانلود دیجیتال | افترمث، اینتراسکوپ رکوردز، شیدی رکوردز |
| ایالات متحده آمریکا | ۵ نوامبر ۲۰۱۳ | سی دی، دانلود دیجیتال | افترمث، اینتراسکوپ رکوردز، شیدی رکوردز |

## واژه‌نامه
1. ↑  Artist Direct
2. ↑  Boston Globe
3. ↑  Consequence of Sound
4. ↑  New York Daily News
5. ↑  Los Angeles Times
6. ↑  Rolling Stone
7. ↑  Slant Magazine
8. ↑  Spin
9. ↑  USA TODAY
10. ↑  Vice
11. ↑  Emile
12. ↑  DVLP
13. ↑  Filthy
14. ↑  Luis Resto
15. ↑  Frequency
16. ↑  Aalias
17. ↑  Jeff Bhasker
18. ↑  Emile
19. ↑  Sid Roams